# Juan Vicente Chuliá
Juan Vicente Chuliá Aylagas (Valencia, 1967) es un director de cine, documentalista, productor y gestor cultural español.

## Biografía

### Descripción general
Juan Vicente Chuliá es Académico de la Academia de las Artes y las Ciencias Cinematográficas de España.
Como director de cine ha estrenado cuatro largometrajes documentales en salas comerciales enfocados en disciplinas artísticas: Temperado, El Proceso, Danzantes y Halffter: 90 Compases.
Asimismo es el guionista y director del cortometraje de ficción Frugal, por el que obtuvo el premio Seminci Factory.
Es el coordinador del Festival COMA de Música Contemporánea de Madrid y de la Asociación Madrileña de Compositores AMCC.
Ha impartido seminarios y talleres sobre realización cinematográfica en la Universidad Alfonso X el Sabio de Madrid, así como en el marco de los Festivales Arctic Open (Rusia) o Canarias Música en Otoño (Las Palmas de Gran Canaria).

### Inicios
Su trayectoria ha estado vinculada al periodismo de divulgación cultural, a la edición y al audiovisual desde hace más de treinta años. Durante seis años fue crítico cinematográfico y portadista del semanario valenciano sobre cine Cartelera Turia. Dirigió las publicaciones El Maquinista y EMM para La General Ediciones. Fue editor del sello Global Ediciones.

### Trayectoria
Su trabajo audiovisual se ha centrado en el mundo del arte y la cultura, con la realización de colaboraciones con músicos, compositores, coreógrafos y realizadores.
En 2015 dirige el largometraje documental sobre música contemporánea Temperado (80 minutos), con la participación de los principales compositores españoles como Luis de Pablo, José Luis Turina, Ramón Paús o Tomás Marco, que se estrena en 2016 en la Cineteca del Matadero de Madrid. Temperado se ha exhibido en varios festivales de música (Jornadas de música contemporánea de Segovia, Festival de Panticosa, MASH Granada, Festival de Castilla-La Mancha…) habiendo servido de apoyo pedagógico en varios conservatorios (RCSMM Madrid, RCSM Victoria Eugenia de Granada).
En 2017 estrena el documental El proceso  que explora el proceso creativo en composición con la participación de Juan José Solana, Consuelo Díez, Miguel Bustamante y Roberto Mosquera, así como varios cortometrajes vinculados al mundo de la música contemporánea como Vals triste, Output, Ojos de fría plata etc. Se encarga de la producción del Cuento de Navidad de Manuel Bartual para Twitter España.
En el 2018 se publica un DVD con Temperado y El proceso y realiza la pieza Meditación para flauta sola (23 minutos). Sus documentales se exhiben en el Centro Cultural Parque España de Rosario (Argentina).
En 2019 estrena Danzantes (82 minutos), largometraje documental grabado en 8 países y 17 localizaciones y que se presenta el 2 de julio de 2019 en Cineteca Madrid y es finalista en el Festival Fiver Madrid, con proyección en Centro Cultural Conde Duque. Danzantes es candidato a 6 Premios Goya ese año.
Danzantes se estrena oficialmente en la Mostra de València-Cinema del Mediterrani el 30 de octubre de 2019, y ha sido ganador de 11 premios internaciones, incluidos el de Mejor Documental de Castilla y León en Etnovideográfica de Zamora (España), Docs without borders de Nassau (USA), FIC Autor de Guadalajara (México), o Cena Expandida de Goiania (Brasil). Ha sido proyectado en la Sección Oficial de más de una treintena de festivales internacionales.
Paralelamente, colabora con las compañías Enclavedanza y con Es.arte realizando videocreación en los proyectos multidisciplinares de vídeo, danza y música electrónica IA, La edad poshumana y Escape, espectáculo de creación en residencia abril-19 en Supercinema-Tuscania Italia (TWAIN - Periferie Artistiche - Centro di residenza multidisciplinare della regione Lazio e MIBACT Italia).
En 2020 estrena la videocreación Interín con música de Ramón Paús en La Cuarta Sala de Teatros del Canal, así como la videocreación del espectáculo Las Diosas del Agua . Colabora con la Orquesta de Cámara del Auditorio de Zaragoza con el proyecto Still life y la imagen gráfica de OCAZ. Comienza el rodaje del largometraje documental Halffter: 90 Compases. Obtiene el Premio Seminci Factory a mejor guion por Frugal, que se presentará en la siguiente edición de la Seminci de Valladolid.  Su videocreación De Luz y Amaranto  se estrena en el Festival LDC dentro del proyecto localización, Danza y Cámara. Estrena junto a Cuarto de Tono el espectáculo Presencia  en el Teatro de las esquinas de Zaragoza, donde realiza videoarte escénico.
Durante el 2021 se encarga de la finalización del rodaje del largometraje documental Halffter: 90 Compases  y del rodaje y postproducción del cortometraje de ficción Frugal. Ambos se estrenan en la 66.ª edición de Seminci, uno dentro de la sección DOC. España y el otro, como ganador del premio Seminci Factory, en las secciones Quercus y Día de Castilla y León.
En paralelo, realiza la gestión cultural del Festival Internacional de Música Contemporánea de Madrid COMA y coordina la Asociación Madrileña de Compositores AMCC.

## Filmografía

### Largometrajes
- 2016 Temperado
- 2017 El Proceso
- 2019 Danzantes
- 2021 Halffter: 90 compases

### Cortometrajes
- 2021 Frugal